# تجهیزات ورزشی

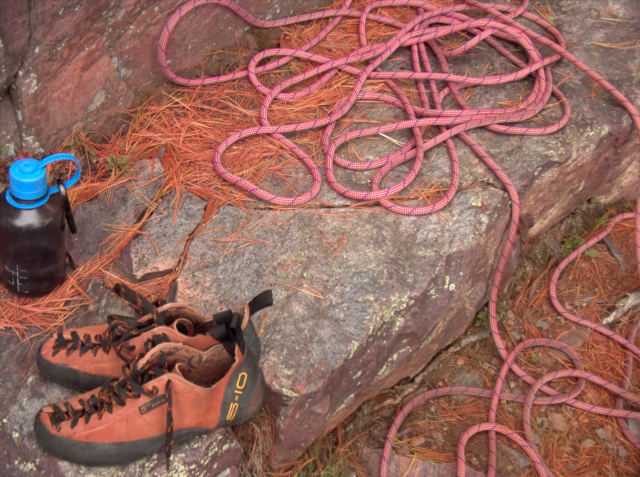
تجهیزات کوهنوردی: کفش، طناب، قمقمه و ...

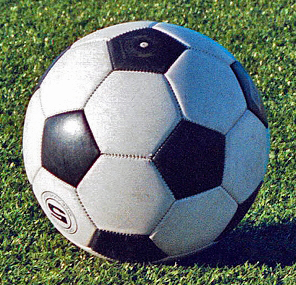
تجهیزات فوتبال: توپ

تجهیزات ورزشی، اصطلاحی عمومی برای هر وسیله‌ای است که برای ورزش یا تمرین بدنی و بالا بردن قدرت جسمانی از آن استفاده می‌شود. نمونه‌هایی از تجهیزات ورزشی عبارتند از: ساق‌بند و کیسه بکس، توپ فوتبال، چوب اسکی، اسکیت‌بوردینگ، راکت‌های تنیس، اسکواش و بدمینتون.